# Harqal
'Harqal (tiếng Ả Rập: هرقل; cũng đánh vần Hurukul hoặc Hreiqel) là một ngôi làng ở phía bắc Syria nằm về phía tây bắc của Homs ở tỉnh Homs. Theo Cục Thống kê Trung ương Syria, Harqal có dân số 489 người trong cuộc điều tra dân số năm 2004. Cư dân của nó chủ yếu là Alawites.